# Bryum gayanum
Bryum gayanum är en bladmossart som beskrevs av Montagne in C. Müller 1848. Bryum gayanum ingår i släktet bryummossor, och familjen Bryaceae. Inga underarter finns listade i Catalogue of Life.